# Lev Manovich
Lev Manovich (Mosca, 1960) è uno scrittore statunitense Lev Manovich è professore del programma di dottorato in informatica presso il Graduate Center della City University di New York. È autore di The Language of New Media (MIT Press), accolto come “la più suggestiva e ampia storia dei media dai tempi di Marshall McLuhan”, e di altri libri..

## Biografia
Lev Manovich nasce a Mosca dove studia Belle Arti, Architettura e Programmazione. Si trasferisce a New York nel 1981, ricevendo un Mater of Arts in Psicologia Sperimentale (NYU,1988) e un Dottorato di ricerca (Ph.D) in Visual and Cultural Studies all'Università di Rochester (1993)
La sua tesi di laurea "The Engineering of Vision from Constructivism to Computers" ripercorre le origini di supporti informatici, in relazione con l'arte d'avanguardia degli anni 1920.
Dal 1996 al 2012 Manovich è stato docente al Visual Arts Department al UCSD dove ha insegnato digital art, teoria dei new media e digital humanities.
Ha ricevuto borse di studio dalla National Science Foundation (NSF), National Endowment for the Arts (Ne), Mellon Foundation e altre agenzie. Gli è stato assegnato il Guggenheim Fellowship, Digital Culture Fellowship da UC Santa Barbara, un'associazione dalla Zentrum für Literaturforschung di Berlino, e la Mellon Fellowship da Cal Arts. Manovich ha lavorato con i computer media come artista, computer animator, designer, e programmatore dal 1984. I suoi lavori sono stati presentati al Chelsea Art Museum (New York), ZKM, The Walker Art Center, KIASMA, Centre Pompidou, ICA (Londra), e al Graphic Design Museum (Breda, Paesi Bassi). 
Lev Manovich è ora un professore alla CUNY Graduate Center e fondatore e direttore del Software Studies Initiative Archiviato il 27 gennaio 2018 in Internet Archive., egli è richiesto tuttora a tenere conferenze sulla cultura digitale in tutto il mondo, lezioni, seminari e master class in Nord e Sud America, Asia ed Europa.

## Il Linguaggio dei Nuovi Media
Manovich afferma che i nuovi media sono computerizzati, egli definisce il computer un "metamedium" che computerizza tutti gli altri media, i nuovi media hanno infatti in comune lo stesso codice digitale (codice binario) e sono copiabili all'infinito senza perdite di informazioni. Descrive la transcodifica come il procedimento che consiste nel digitalizzare del materiale esistente in un altro formato. Quindi i nuovi media sono grafici, immagini, suoni, forme, spazi: tutti riconducibili una serie di dati numerici. 
Il libro illustra come nascono i nuovi media, tratta dei parallelismi tra le macchine mediali (Dagherrotipo e Cinematografo) le macchine da calcolo (Macchina analitica e Macchina di Turing e del loro percorso e sviluppo che ha dato vita al personal computer.

## Opere
- Tekstura: Russian Essays on Visual Culture, 1993
- Info Aesthetics, 2000.
- Metamediji, 2001.
- Soft Cinema, 2002.
- The Language of New Media, 2001.
- Black Box - White Cube, 2005.
- Soft Cinema: Navigating the Database, 2005.
- Software Culture, 2010.
- Software Takes Command, 2013.
- The Illusions, 2014.
- Data Drift: Archiving Media and Data Art in the 21st Century, 2015.
- Instagram and Contemporary Image, 2017.
- Theories of Software Cultures, 2017.
- Instagram and Contemporary Image, 2018.
- Cultural Analytics, 2020. Ed. it. Cultural Analytics. L'analisi computazionale della cultura, Raffaello Cortina, Milano 2023.